# Ryder Cup 1927
La Ryder Cup 1927, prima edizione di questo torneo, si tenne al Worcester Country Club di Worcester, Massachusetts.
La squadra statunitense, con Walter Hagen come capitano, vinse la gara 9½ – 2½. Samuel Ryder, fondatore del torneo, non poté essere presente al Worcester Country Club per la gara inaugurale, per motivi di salute.   

## Formato
La Ryder Cup è un torneo match play, in cui ogni singolo incontro vale un punto. Dalla prima edizione fino al 1959, il formato consiste, il primo giorno, in incontri tra otto coppie, quattro per squadra, in "alternate shot" , mentre il secondo in otto singolari, per un totale di 12 punti; di conseguenza, per vincere la coppa sono necessari almeno 6½ punti. Tutti gli incontri sono giocati su un massimo di 36 buche.

## Squadre
Stati Uniti
- Walter Hagen — Capitano
- Johnny Farrell
- Gene Sarazen
- Leo Diegel
- Johnny Golden
- Joe Turnesa
- Al Watrous
- Bill Mehlhorn

 Regno Unito
- Ted Ray — Capitano
- George Duncan
- Arthur Havers
- Aubrey Boomer
- Fred Robson
- Archie Compston
- Herbert Jolly
- Charles Whitcombe

## Risultati

### Incontri 4 vs 4 del venerdì
| Regno Unito (bandiera) | Risultati | Stati Uniti (bandiera) |
| ---------------------- | --------- | ---------------------- |
| Ray/Robson             | 2 & 1     | Hagen/Golden           |
| Duncan/Compston        | 8 & 6     | Farrell/Turnesa        |
| Havers/Jolly           | 3 & 2     | Sarazen/Watrous        |
| Boomer/Whitcombe       | 7 & 5     | Diegel/Mehlhorn        |
| 1                      | Parziale  | 3                      |
| 1                      | Totale    | 3                      |

### Singolari del sabato
| Regno Unito (bandiera) | Risultati | Stati Uniti (bandiera) |
| ---------------------- | --------- | ---------------------- |
| Archie Compston        | 1 up      | Bill Mehlhorn          |
| Aubrey Boomer          | 5 & 4     | Johnny Farrell         |
| Herbert Jolly          | 8 & 7     | Johnny Golden          |
| Ted Ray                | 7 & 5     | Leo Diegel             |
| Charles Whitcombe      | pareggio  | Gene Sarazen           |
| Arthur Havers          | 2 & 1     | Walter Hagen           |
| Fred Robson            | 3 - 2     | Al Watrous             |
| George Duncan          | 1 buca    | Joe Turnesa            |
| 1½                     | Parziale  | 6½                     |
| 2½                     | Totale    | 9½                     |